# 拉各斯马拉松
拉各斯市马拉松（英語：Lagos City Marathon），是每年在尼日利亚的拉各斯市举行的银標马拉松赛。

## 概述
这项赛事的起源可以追溯到1983年，当时第一届拉各斯国际马拉松赛举行。拉各斯国际马拉松赛由尼日利亚田径联合会组织，在此之前拉各斯还举办了多次半程马拉松，约翰·查鲁伊约特·科里尔、保罗·马拉克文·科斯盖和迪厄多内·迪西等运动员获得了冠军。马拉松全程约42公里，从拉各斯国家体育场开始，沿着第三大陆桥，到莱基-伊科伊链桥，终点在尼日利亚国际商贸城。

## 历年赛况

### 2016年
2016年2月6日，有2万多名运动员参加了通道银行赞助的拉各斯市马拉松。马拉松赛道纪录的保持者是肯尼亚人亚伯拉罕·基普图姆（Abraham Kiptum），他以2小时16分21秒的成绩完成了比赛。最快的女性是埃塞俄比亚人哈利马·侯赛因（Halima Hussein Kayo），成绩是2小时38分36秒。

### 2017年
肯尼亚选手亚伯拉罕·基普图姆（Abraham Kiptum）以2小时15分20秒的成绩卫冕冠军，同样来自肯尼亚的罗达·杰普里·塔努伊（Rodah Jepkori Tanuyi）也是女子组的冠军。

### 2018年
2018年2月10日，法国-肯尼亚籍亚伯拉罕·基普罗蒂克（Abraham Kiprotich）在男子项目中以2小时13分04秒的成绩完成了比赛，而埃塞俄比亚籍阿莱梅内什·赫尔法·古塔（Alemenesh Herpha Guta）在女子项目中获得了第一名。
2018年引入了10公里家庭赛跑，鼓励非专业跑步运动员通过跑步来健身和娱乐。

### 2019年
2019年2月2日，埃塞俄比亚选手Sintayehu Legese在男子项目中以2小时17分28秒的成绩夺冠。同样来自埃塞俄比亚的选手丁克·梅塞雷特（Dinke Meserete）在女子项目中获得第一名。

### 2020年
此次比赛全程约42公里，从拉各斯国家体育场开始，沿着第三大陆桥，到莱基-伊科伊链桥，终点在尼日利亚国际商贸城。冠军的奖金为5万美元，而第二名和第三名的奖金分别为4万美元和3万美元。最终肯尼亚选手大卫·巴尔马萨伊以2小时10分00秒（非官方成绩）的成绩赢得比赛，获得了7万美元的奖金。另一位肯尼亚选手莎伦·切若普获得了女子组冠军。

## 历届冠军
标记:
  最高纪录
| 届     | 年   | 男子组冠军                     | 时间（分:秒） | 女子组冠军                    | 时间（分:秒） |
| ------ | ---- | ------------------------------ | ------------- | ----------------------------- | ------------- |
| 第一届 | 2016 | Abraham Kiptum（肯尼亚）       | 2:16:19       | Halima Hassen（埃塞俄比亚）   | 2:38:36       |
| 第二届 | 2017 | Abraham Kiptum（肯尼亚）       | 2:15:23       | Rodah Jepkorir（肯尼亚）      | 2:37:52       |
| 第三届 | 2018 | Abraham Kiprotich（法國）      | 2:15:04       | Almenesh Herpha（埃塞俄比亚） | 2:38:25       |
| 第四届 | 2019 | Sintayehu Legese（埃塞俄比亚） | 2:17:28       | Meseret Dinke（埃塞俄比亚）   | 2:48:02       |
| 第五届 | 2020 | David Barmasai Tumo（肯尼亚）  | 2:10:23       | Sharon Cherop（肯尼亚）       | 2:31:40       |
| 第六届 | 2021 | Emmanuel Naibei（肯尼亚）      | 2:15:04       | Meseret Dinke（埃塞俄比亚）   | 2:32:16       |

## 2020年图集

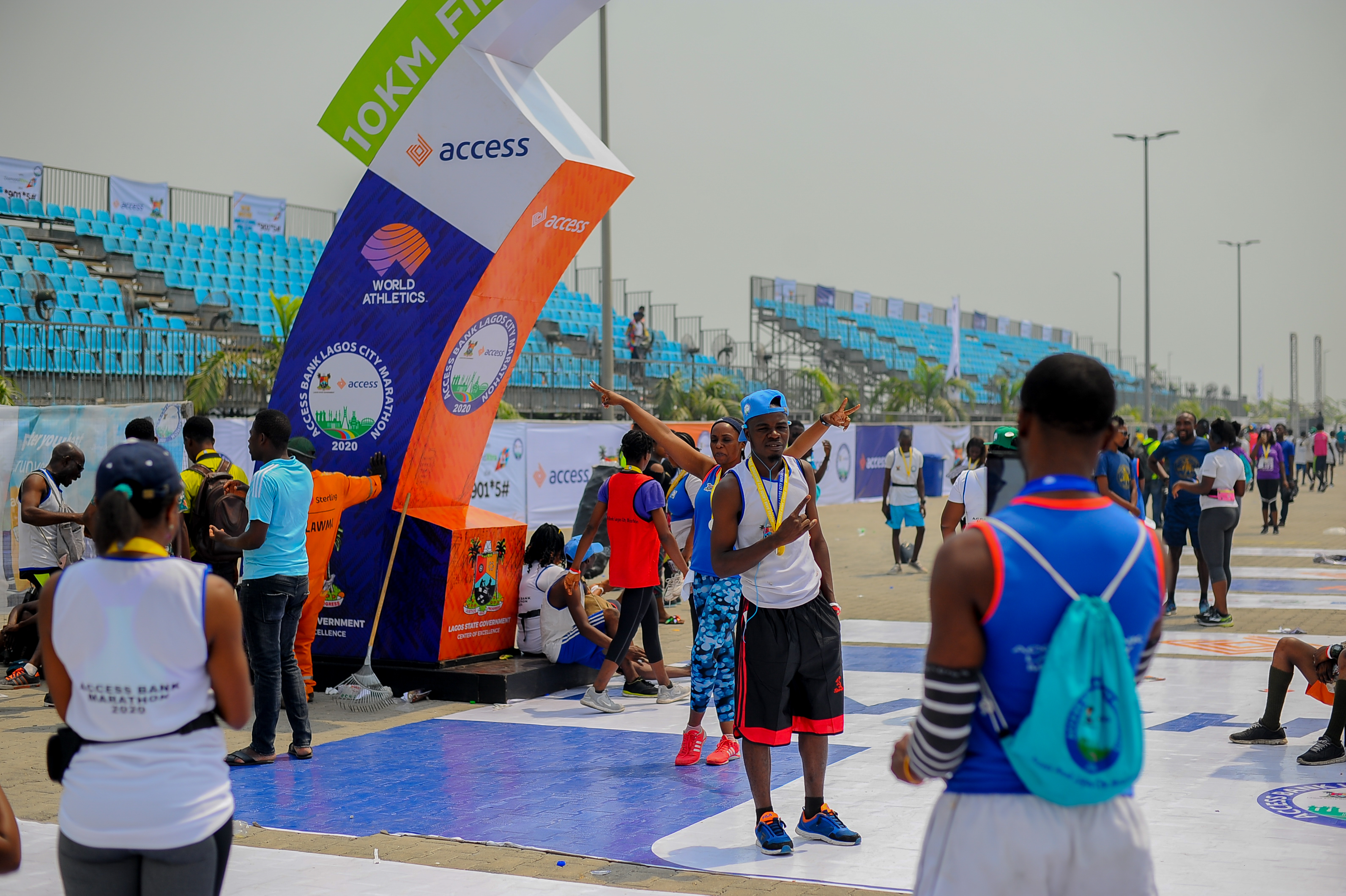
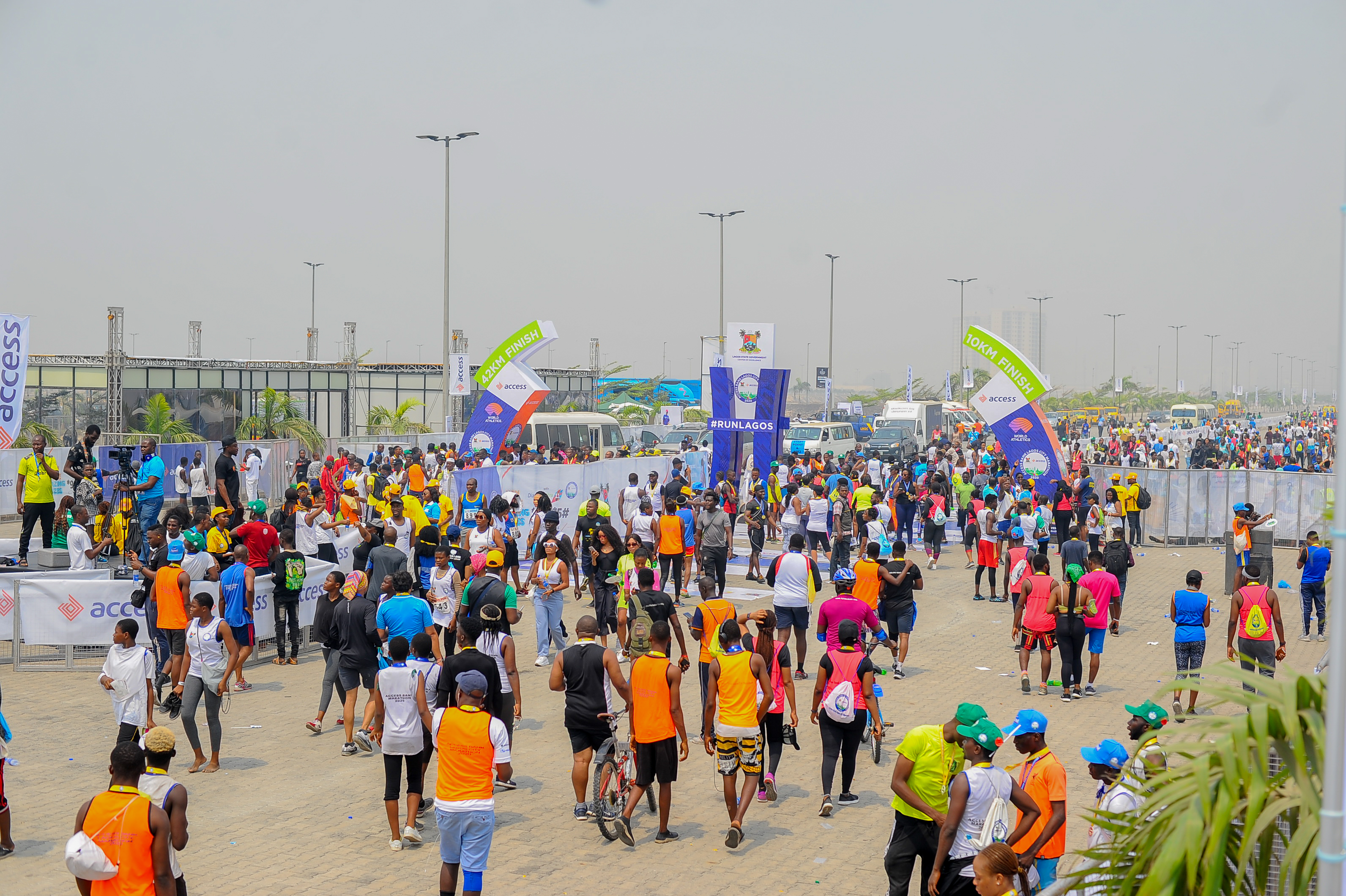
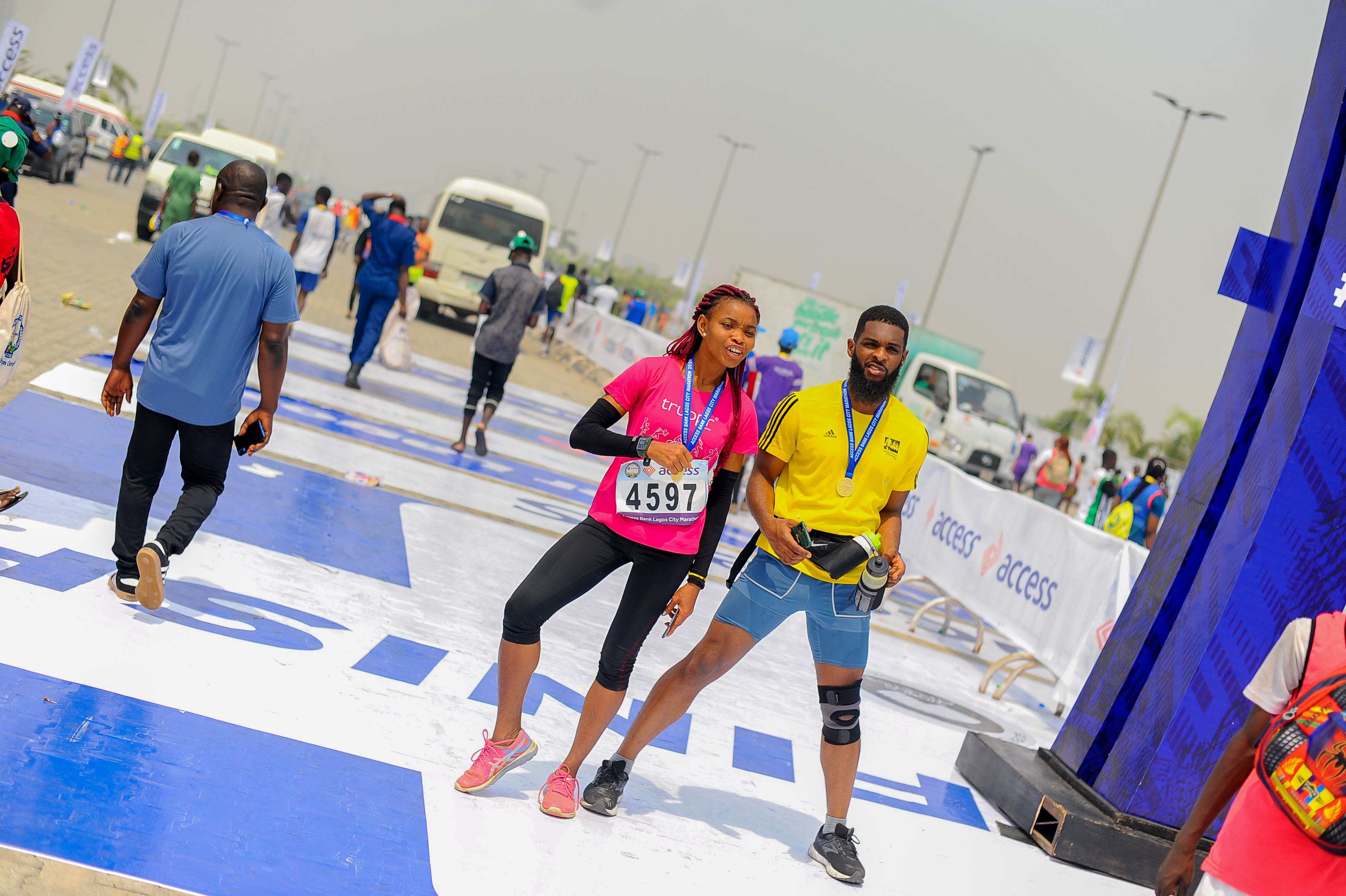
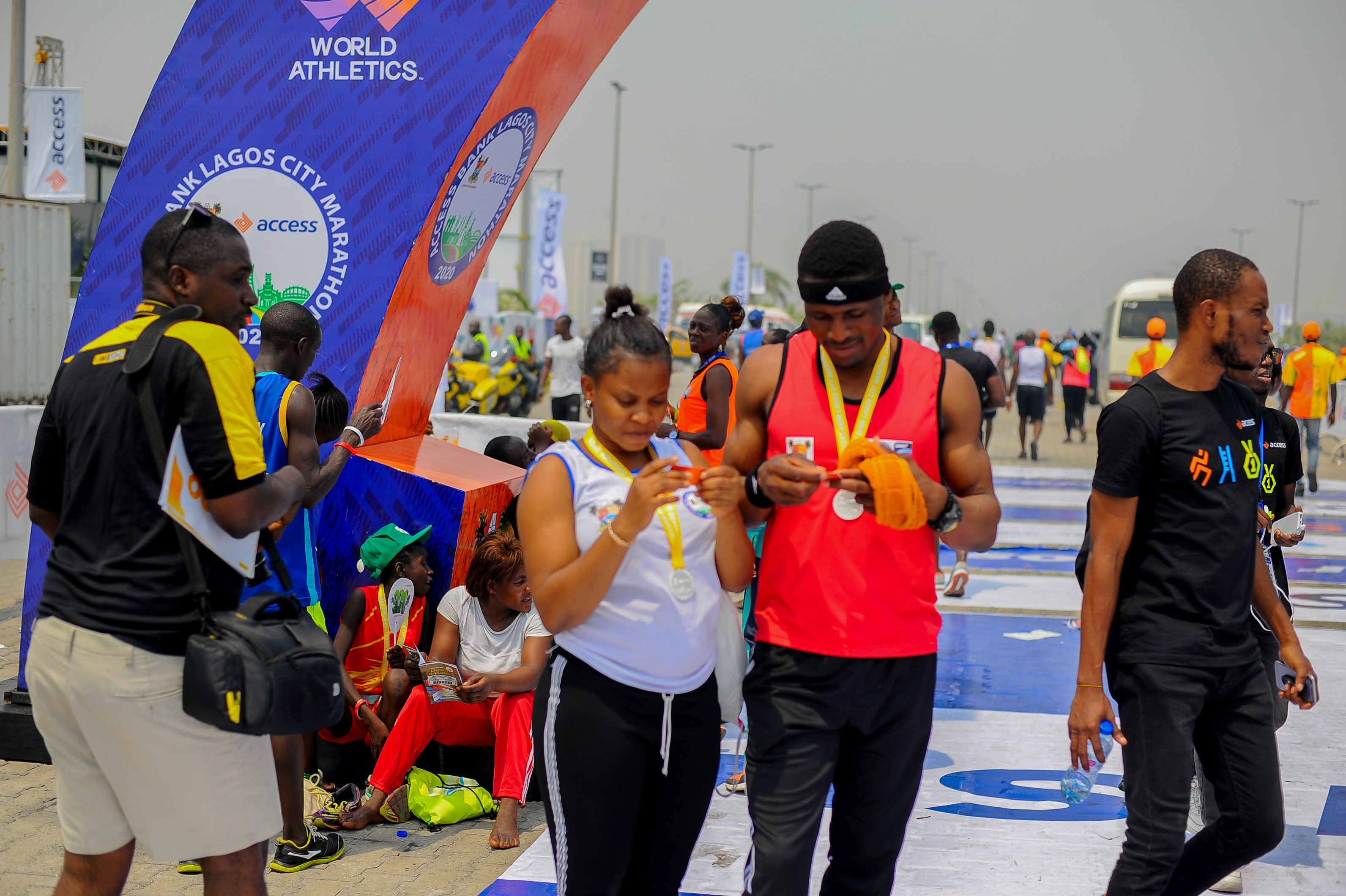
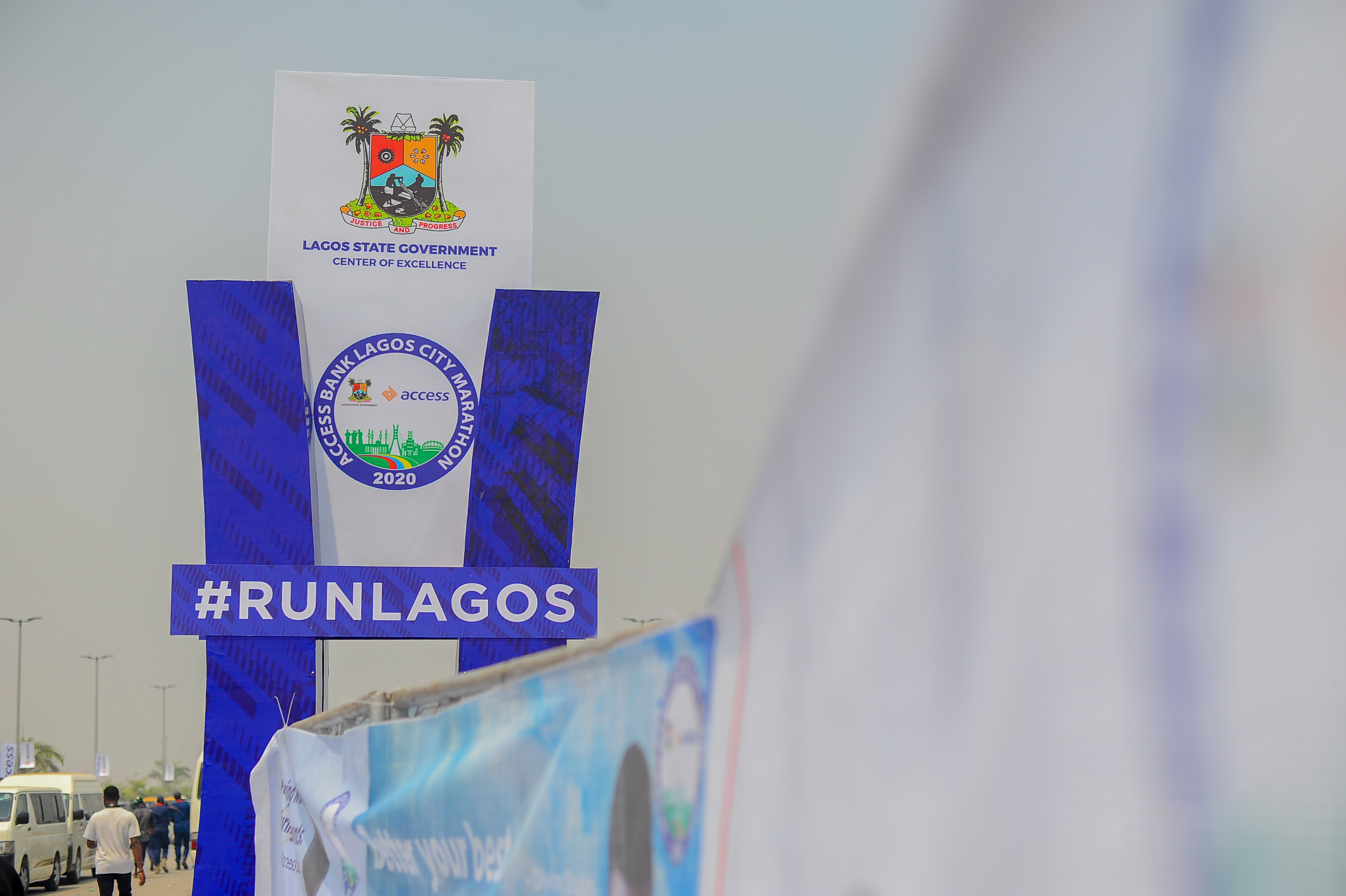
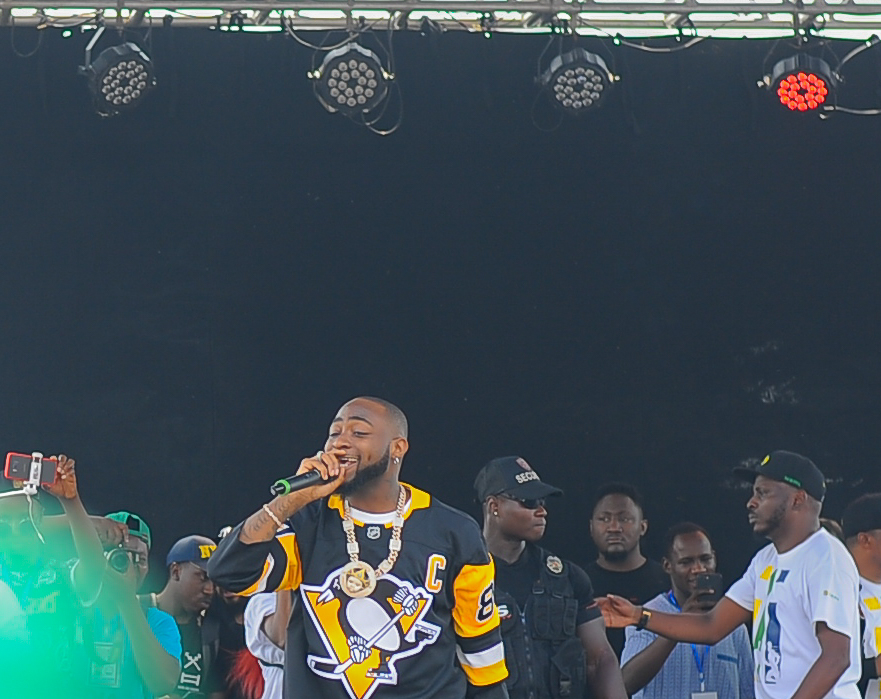